# Karenia (algue)
Cet article concerne le genre d’algues. Pour le genre d'insectes, voir Karenia (hémiptère).
Genre
Karenia est un genre d’algues dinoflagellées de la famille des Brachidiniaceae.

## Liste d'espèces
Selon AlgaeBase (7 avril 2019) :
- Karenia asterichroma Salas, Bolch & Hallegraeff
- Karenia bicuneiformis Botes, Sym & Pitcher
- Karenia brevis (C.C.Davis) Gert Hansen & Moestrup (espèce type)
- Karenia brevisulcata (F.H.Chang) Gert Hansen & Moestrup
- Karenia concordia F.H.Chang & K.G.Ryan
- Karenia cristata L.Botes, S.D.Sym & G.C.Pitcher
- Karenia longicanalis Z.B.Yang, I.J.Hodgkiss & G.Hansen
- Karenia mikimotoi (Miyake & Kominami ex Oda) Gert Hansen & Moestrup
- Karenia papilionacea A.J.Haywood & K.A.Steidinger
- Karenia selliformis A.J.Haywood, K.A.Steidinger & L.MacKenzie
- Karenia umbella Salas, Bolch & Hallegraeff

Selon World Register of Marine Species (7 avril 2019) :
- Karenia asterichroma De Salas, Bolch & Hallegraeff, 2004
- Karenia bicuneiformis Botes, Sym & Pitcher, 2003
- Karenia brevis (C.C.Davis) Gert Hansen & Ø.Moestrup, 2000
- Karenia brevisulcata (F.H.Chang) G.Hansen & Ø.Moestrup, 2000
- Karenia concordia Chang & Ryan, 2004
- Karenia cristata Botes, Sym & Pitcher, 2003
- Karenia digitata Z.B.Yang, H.Takayama, K.Matsuoka & I.J.Hodgkiss, 2001
- Karenia longicanalis Z.B.Yang, I.J.Hodgkiss & G.Hansen, 2001
- Karenia mikimotoi (Miyake & Kominami ex Oda) Gert Hansen & Ø.Moestrup, 2000
- Karenia papilionacea A.J.Haywood & K.A.Steidinger, 2004
- Karenia selliformis A.J.Haywood, K.A.Steidinger & L.MacKenzie, 2004
- Karenia umbella de Salas, Bolch & Hallegraeff, 2004